# Dreta Regional Valenciana
Dreta Regional Valenciana (DRV) fou un partit polític valencià fundat a la ciutat de València el 1930. Va ser actiu durant la Segona República Espanyola, aglutinant els sectors conservadors de la burgesia agrària de les comarques del centre del País Valencià i els xicotets i mitjans propietaris, mentre que a les comarques del sud i del nord existia la Dreta Regional Agrària.
El seu portaveu era el Diario de Valencia i entre els seus caps destaca Lluís Lúcia i Lúcia, l'empresari seder Josep Duato i Chapa, el fundador del Diario de Valencia Manuel Simó Marín (antic cap de Comunió Tradicionalista) i Ignasi Villalonga i Villalba, president de la Cambra de Comerç i Indústria de València. Lluís Lúcia i Lúcia era el cap del sector reformista d'inspiració socialcristiana, enfrontat sovint al sector majoritari, que era més conservador.

## Història

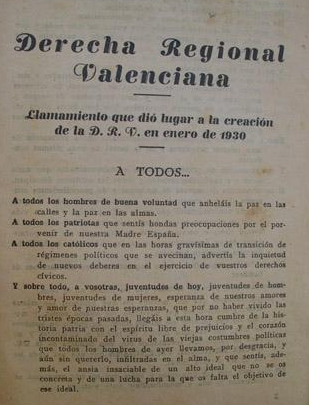
Crida fundacional de la Dreta Regional Valenciana, el llibre En estas horas de transición.

Els seus creadors eren antics militants del tradicionalisme, contraris al pretendent carlí Jaume de Borbó i de Borbó-Parma (moviment conegut com a jaumisme), i aviat va atraure els sectors agraristes d'Alzira. Tanmateix, era molt proper ideològicament a José María Gil-Robles, també defensor de l'accidentalisme de les formes de govern; el fet que no es definiren sobre monarquia o república els va fer sospitosos als ulls dels partits d'esquerres.
A les eleccions municipals espanyoles de 1931 va disputar l'electorat al Partit d'Unió Republicana Autonomista (PURA) de Sigfrido Blasco-Ibáñez a les comarques del centre i nord i va participar, juntament amb el PURA, en l'elaboració de l'avantprojecte d'Estatut d'Autonomia de 1931, que fou abandonat per manca de suport. Destacava pel seu eficaç aparell administratiu i fou considerat el partit millor vertebrat de la dreta espanyola.
A les eleccions de 1933 s'hi presentà com a part de la coalició CEDA i va obtenir dos escons a Castelló, un a València capital, tres a València i tres a Alacant, entre ells Duato, Lúcia i Villalonga, mentre que Simó n'era el cap al consistori de València.
Després de la victòria del Front d'Esquerres el 16 de febrer del 1936 es va cremar la seua seu. Durant la guerra civil espanyola molts dels seus membres, entre ells Ignasi Villalonga i Villalba, Martí Domínguez Barberà o Josep Duato i Chapa, donaren suport la sublevació militar, i en acabar molts d'ells ocuparen importants càrrecs locals de la Falange Espanyola. Manuel Simó Marín fou executat per exaltats republicans a la ciutat de València en començar el conflicte. Altres, com el mateix Lluís Lúcia, foren repressaliats per haver donat suport a la República.